# 都合のいい女
『都合のいい女』（つごうのいいおんな）は、1993年10月14日から12月23日までフジテレビ系「木曜劇場」枠で放送された日本のテレビドラマ。主演は浅野ゆう子。

## 概要
前年の同枠の『親愛なる者へ』から一転、一夜の過ちから徐々に夫を裏切っていくことになる女性を浅野ゆう子が演じ、内館牧子がフジテレビドラマの脚本を初めて担当した作品でもある。
ドラマ開始に先立ち放映された『FNS番組対抗NG名珍場面大賞』で笑福亭鶴瓶は、ドラマタイトルにかけて「最近は都合のいい男もいるのではないか」というコメントを残している。
放送当時は、1994年を中心に、フジテレビや各地方局で再放送されたが、以降地上波では再放送はほとんど行われておらず、ソフト化も実現していない。

## キャスト
水原ナオ
演 - 浅野ゆう子
アパレルメーカーのパタンナーモデル。しかし夢と現実の違いを見せつけられ、わびしく一人暮らしをしている。順一郎に都合良く使われていると知りつつ、抜けられない生活に嫌気がさし、康夫と関係を持ってしまう。
樋口順一郎
演 - 宅麻伸
アパレルメーカーのマーチャンダイザー。口先が上手で、女性関係にだらしがなく、ナオと付き合っていながらも複数の女性と関係を持つ。のちにナオに刺されたのをきっかけに復縁。しかし女癖の悪さは治らなかった。
林田康夫
演 - 風間杜夫
タクシー運転手。みゆきと結婚し、2人のこどもに恵まれて団地で暮らしていたが、生活にやる気を見いだせずにいた頃、客として乗ったナオから誘惑されたのを機に、愛人関係を持つようになる。家を出てナオと暮らし始めた直後、順一郎とのトラブルに巻き込まれ、警察沙汰になってしまう。大学時代には学生運動の急先鋒として活躍していた。
南佐知子
演 - 有森也実
ナオの親友。世故に長けた面があり、特に男女関係などに対してはしたたかに立ち振る舞う。以前、家庭教師に来ていた順一郎とナオを通して再会。強奪の末、婚約するが、彼の父の葬儀の手際の良さなどが災いし挙式直前に破棄される（のちに別人と見合いで結婚したことが、妹のセリフにて語られる）。喫煙者。
樋口昇
演 - 坂本長利
順一郎の父。おでん屋の女と関係を持ち、息子に資金を要求したこともある。のちに死去。
夏樹美幸
演 - 磯野貴理子
南陽子
演 - 緒川たまき
佐知子の妹。姉の婚約中に、ナオと復縁した順一郎と関係を持つ。
山田ハルミ
演 - 円城寺あや
八代信吾
演 - 京晋佑
順一郎の部下。
水原房子
演 - 大森暁美
ナオの母親。
峰智子
演 - 織作峰子
阿部基彦
演 - 柴俊夫
中盤でナオと見合いし婚約。すべてを受け入れたつもりだったが、大学生の頃に学生運動に康夫と一緒に参加しており、彼がナオの恋人だと知ると過去を思い出さざるをえなくなるとして、自ら婚約破棄を申し出る。
水原照男
演 - 山田吾一
ナオの父親。不倫・婚約破棄などに直面しても、とことんナオを信じて守ろうとする。みゆきに不倫現場を見せつけられた時は、ショックで康夫を殴ってしまった。
林田みゆき
演 - 大谷直子
康夫の妻。康夫がナオと愛人関係にあることを知り激怒。入念な下調べの末、ナオの両親と共に乗り込んで行ったことがある。こども達と共に康夫の帰りを待ち続けたが、のちに離婚に応じた。

## スタッフ
- 脚本 - 内館牧子
- 演出 - 河毛俊作、林徹、樋口徹
- プロデュース - 河毛俊作、和田行
- 音楽 - サイレント・ポエッツ
- 主題歌 - 平松愛理「戻れない道」
- 制作 - フジテレビ

## 放送日程
| 各話                                                       | 放送日   | サブタイトル     | 視聴率 |
| ---------------------------------------------------------- | -------- | ---------------- | ------ |
| 第1話                                                      | 10月14日 | 戻れない道       | 18.4%  |
| 第2話                                                      | 10月21日 | 裏切り           | 17.6%  |
| 第3話                                                      | 10月28日 | 傷跡             | 15.5%  |
| 第4話                                                      | 11月04日 | 淋しき情事       | 17.0%  |
| 第5話                                                      | 11月11日 | 二重求婚         | 18.1%  |
| 第6話                                                      | 11月18日 | 第3の男          | 18.5%  |
| 第7話                                                      | 11月25日 | 妻という切札     | 18.5%  |
| 第8話                                                      | 12月02日 | 幸福の確信       | 19.5%  |
| 第9話                                                      | 12月09日 | 地獄への招待状   | 18.8%  |
| 第10話                                                     | 12月16日 | 駆落ちの結末     | 21.7%  |
| 最終話                                                     | 12月23日 | されど戻れない道 | 19.5%  |
| 平均視聴率 18.5%（視聴率は関東地区・ビデオリサーチ社調べ） |          |                  |        |